# Лях, Ростислав Николаевич
Ростисла́в Никола́евич Лях (укр. Ростислав Миколайович Лях; род. 12 октября 2000, Мукачево, Закарпатская область) — украинский футболист, защитник львовского «Руха».

## Клубная карьера
Ростислав начинал свою карьеру в клубе «Мукачево» из своего родного города. В 2013 году благодаря знакомому дедушки, игравшему в своё время с Владимиром Вильчинским, он получил приглашение на просмотр в львовский ЛГУФК, который успешно прошёл. В 2017 году Ростислав перешёл в львовские «Карпаты» и стал выступать за их юношеский состав. Его дебют за взрослую команду клуба состоялся 19 октября 2019 года в матче украинскую премьер-лиги против «Львова»: игрок появился на поле на 89-й минуте вместо Владислава Дубинчака. Всего в своём первом сезоне на взрослом уровне Ростислав принял участие в 11 встречах высшего дивизиона.
В сезоне 2020/21 игрок присоединился к «Руху». Он сразу был отдан в аренду галичским «Карпатам», в составе которых за несколько месяцев провёл 6 матчей во второй лиге. В январе 2021 года Ростислав был отозван из аренды.

## Карьера в сборной
В 2018 году Ростислав провёл 4 встречи за юношескую сборную Украины (до 19 лет), отметившись забитым голом в ворота норвежских сверстников.

## Клубная статистика
| Выступление       | Выступление      | Выступление      | Чемпионат | Чемпионат | Кубок Суперкубок | Кубок Суперкубок | Еврокубки | Еврокубки | Итого | Итого |
| Клуб              | Лига             | Сезон            | Игры      | Голы      | Игры             | Голы             | Игры      | Голы      | Игры  | Голы  |
| ----------------- | ---------------- | ---------------- | --------- | --------- | ---------------- | ---------------- | --------- | --------- | ----- | ----- |
| Карпаты (Львов)   | УПЛ              | 2019/20          | 11        | 0         | 0                | 0                | —         | —         | 11    | 0     |
| Карпаты (Львов)   | Итого            | Итого            | 11        | 0         | 0                | 0                | 0         | 0         | 11    | 0     |
| Рух               | УПЛ              | 2020/21          | 2         | 0         | 0                | 0                | —         | —         | 2     | 0     |
| Рух               | Итого            | Итого            | 2         | 0         | 0                | 0                | 0         | 0         | 2     | 0     |
| → Карпаты (Галич) | ВФЛ              | 2020/21          | 6         | 0         | 0                | 0                | —         | —         | 6     | 0     |
| → Карпаты (Галич) | Итого            | Итого            | 6         | 0         | 0                | 0                | 0         | 0         | 6     | 0     |
| Всего за карьеру  | Всего за карьеру | Всего за карьеру | 19        | 0         | 0                | 0                | 0         | 0         | 19    | 0     |